# Любевиці (гміна Любево)
Любевиці (пол. Lubiewice) — село в Польщі, у гміні Любево Тухольського повіту Куявсько-Поморського воєводства.
Населення — 253 особи (2011).
У 1975-1998 роках село належало до Бидгощського воєводства.

## Демографія
Демографічна структура станом на 31 березня 2011 року:
|          | Загалом | Допрацездатний вік | Працездатний вік | Постпрацездатний вік |
| -------- | ------- | ------------------ | ---------------- | -------------------- |
| Чоловіки | 132     | 41                 | 84               | 7                    |
| Жінки    | 121     | 37                 | 60               | 24                   |
| Разом    | 253     | 78                 | 144              | 31                   |